# اولسیا بلوجینا
اولسیا بلوجینا (به انگلیسی: Olesya Belugina) ژیمناست زادهٔ ۲ ژانویهٔ ۱۹۸۴ میلادی اهل کشور روسیه است.